# Ipuã
Ipuã este un oraș în São Paulo (SP), Brazilia.